# Allianz
Allianz este cea mai mare companie de asigurări din Germania.
Număr de angajați:
| An           | 2008    | 2007    | 2006    | 2005    |
| ------------ | ------- | ------- | ------- | ------- |
| Nr. angajați | 182.865 | 181.207 | 166.505 | 177.625 |

Rezultate financiare: (miliarde Euro)
| An               | 2008 | 2007 | 2006 | 2005  |
| ---------------- | ---- | ---- | ---- | ----- |
| Cifra de afaceri | 92,5 | 97,6 | 94,8 | 100,9 |
| Venit net        | –2,4 | 7,9  | 7    | 4,3   |

## Allianz în România
Allianz este prezentă în România prin compania Allianz-Țiriac Asigurări, liderul pieței de asigurări din România
și prin societatea de administrare a fondurilor de pensii Allianz-Țiriac Pensii Private - al doilea jucător pe piața pensiilor obligatorii.

### Allianz-Țiriac Asigurări
Societatea de asigurări „Ion Țiriac” a fost înființată în anul 1994, fiind deținută de omul de afaceri Ion Țiriac.
Denumirea a fost schimbată în Allianz-Țiriac Asigurări după preluarea unei participații de 51% de către grupul german Allianz în anul 2000.
Allianz-Țiriac Asigurări este controlat de grupul Allianz - 52,16% și Vesanio Trading Limited (Cipru) - 44,48%, companie deținută de Ion Țiriac.
La finele anului 2008, compania era cel mai mare asigurător local, cu o cotă de 15,49% din piața asigurărilor generale și de viață.

### Allianz-Țiriac Pensii Private
Allianz-Țiriac Pensii Private este al doilea jucător de pe piața pensiilor private obligatorii (pilonul II), deținând fondul AZT Viitorul Tău, cu 1,1 milioane participanți și active nete de 470,5 milioane lei în septembrie 2009.
În martie 2010, compania deținea o cotă de piață de 23% atât pe segmentul de pensii private obligatorii (pilonul II), cât și pe segmentul de pensii private facultative (pilonul III).
Pe piața pensiilor facultative (pilonul III), Allianz-Țiriac Pensii Private este prezent cu două fonduri, AZT Moderato și AZT Vivace, care aveau împreună, în septembrie 2009, active nete de circa 41 milioane lei.
În septembrie 2008, Allianz-Țiriac ocupa locul al doilea pe piața pensiilor facultative, cu peste 36.000 de participanți la cele două fonduri de pensii, o cotă de piață de 30% după numărul de participanți și de 27,4% după activele nete administrate.
Fondurile AZT Moderato și AZT Vivace au fost lansate ambele în iunie 2007.